# (1905) Ambartsumian
(1905) Ambartsumian (1972 JZ; 1932 FC; 1952 HO3; 1959 QD; 1962 JX; 1969 PF; 1976 SS5) ist ein Asteroid des Hauptgürtels, der am 14. März 1972 von Tamara Michailowna Smirnowa im Krim-Observatorium entdeckt wurde.
Der Asteroid wurde nach dem armenischen Astrophysiker und Astronomen Wiktor Hambardsumjan (Ambartsumian) (1908–1996) benannt.